# SBZ von A bis Z

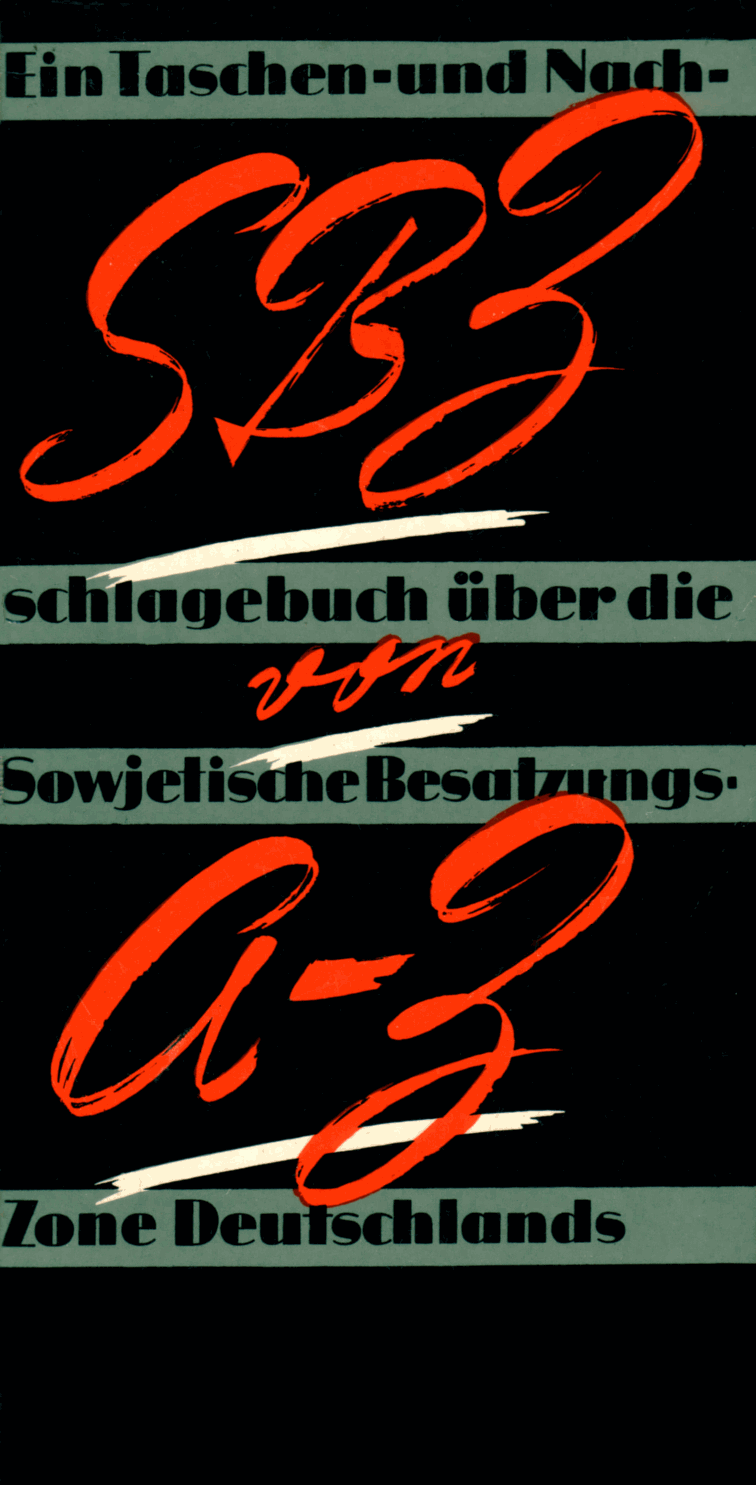
Titelseite des Buches

Das Buch SBZ von A bis Z (auf dem Buchumschlag „SBZ von A–Z“) mit dem Untertitel Ein Taschen- und Nachschlagebuch über die Sowjetische Besatzungszone Deutschlands ist ein Nachschlagewerk, das zwischen 1953 und 1969 vom Bundesministerium für gesamtdeutsche Fragen herausgegeben wurde. Es stand im Zeichen des Kalten Krieges und sollte der Aufklärung der Bevölkerung der Bundesrepublik Deutschland über die Vorgänge in der im Westen damals weiterhin als „sowjetische Besatzungszone“ (SBZ) bezeichneten DDR dienen.

## Zeitgeschichte
Das Buch und seine Bedeutung sind heute nur im geschichtlichen Zusammenhang zu verstehen. Es wurde in der Hochphase des Kalten Krieges herausgegeben und vor dem Abschluss der Ostverträge, Anfang der 1970er Jahre, wieder eingestellt. Die letzte Ausgabe 1969 hatte bereits einen veränderten Titel. Es war ein Nachschlagewerk, das Fakten über die SBZ/DDR vermitteln soll.
Das Buch ist den Werten und Zielen des Auftraggebers verpflichtet:
- Der Alleinvertretungsanspruch der BRD wird betont und der DDR die Legitimation abgesprochen
- Das Gebiet der DDR wird als „sowjetische Besatzungszone“, „Sowjetzone“, „Zone“ oder „Mitteldeutschland“ bezeichnet, Ost-Berlin als „Sowjetsektor“. Für das politische System wurde der Begriff „sogenannte DDR“ eingeführt.
- Das Ziel einer Wiedervereinigung in Freiheit wird betont
- Die Rückgängigmachung der Bodenreform, der Verstaatlichung und die Wiederherstellung der Koalitionsfreiheit werden als Ziele vorausgesetzt

Die Sprache des Buches und die Auswahl der Themen unterstützt diese Zielsetzung.
Deutlich wird dieses beispielsweise am Klappentext der Ausgabe von 1960 (Lit.: BmgF, 1960):

„Die Sowjetische Besatzungszone ist die Mitte unseres dreigeteilten Vaterlandes, zwischen der Bundesrepublik und den Ostgebieten unter polnischer Verwaltung • sollte darum niemals als „Ostzone“ bezeichnet werden • gliederte sich bis 1952 in die Länder Brandenburg, Mecklenburg, Sachsen, Sachsen-Anhalt und Thüringen • wurde sodann – zum Zwecke wirkungsvollerer Sowjetisierung – in vierzehn Bezirke aufgeteilt • wird von der herrschenden SED mit allen Mitteln zu einer „Volksdemokratie“ im Schlepptau der Sowjetunion umgestaltet.“

## Inhalt
Das Buch in der Ausgabe von 1960 gliedert sich im Wesentlichen in die folgenden vier Abschnitte:
| Inhalt                      | Seiten  | Ausgabe 1966                |
| Vorwort                     | 5–8     | 5–8                         |
| Stichwörter ABF bis Zwickau | 9–472   | bis Zwischenschichten 9–557 |
| Zeittafel                   | 473–487 | 558–581                     |
| Literatur-Hinweise          | 488–503 | 582–605 mit 769 Titeln      |

Die drei beiliegenden Karten zeigten „Deutschland (in den Grenzen von 1937)“ (Freie Stadt Danzig und Memelland wurden besonders gekennzeichnet), „Bodennutzung, Bergbau, Industrien in der SBZ“ und „Berlin“ mit der Einteilung Berlin (West) und Sowjetsektor.
Als Nachschlagewerk enthält es viele Begriffe und Abkürzungen die damals in Westdeutschland der breiten Bevölkerung nicht vertraut waren. Das sind vor allem Begriffe aus dem Parteijargon der SED sowie aus dem Russischen eingedeutschte Worte. Darüber hinaus werden bedeutende Personen des öffentlichen Lebens beschrieben.

## Stichwörter
Im Folgenden werden einige Stichwörter zitiert.

### Stichwort „Flagge“
Flagge: Die F. der „DDR“ besteht aus den Farben Schwarz-Rot-Gold […]. Seit dem 1. Oktober 1959 trägt sie auf beiden Seiten in der Mitte das →Wappen, Hammer und Zirkel, umgeben von einem Ährenkranz. Den ständigen Bemühungen, der „DDR“ und der These von den beiden deutschen Staaten Anerkennung zu verschaffen, dienen auch die Versuche, die F. in der BRD und im westlichen Ausland vor allem bei internationalen Kongressen oder Sportveranstaltungen zu zeigen. Dieser politische Zweck hat der neuen F. den treffenden Namen „Spalterflagge“ eingebracht. In der BRD ist es verboten, diese F. zu zeigen (→Sport).

### Stichwort „Krieg“
Bei diesem Eintrag wird die Wortbedeutung von „Krieg“ in der kommunistischen Lehre anhand von Zitaten aus der kommunistischen Literatur dargelegt und durch zusätzliche Kommentare bewertet:
Krieg: Nach der komm. Lehre gibt es zwei Arten von K.: „a) einen gerechten K., der kein Eroberungs-K., sondern ein Befreiungs-K. ist […] b) einen ungerechten, einen Eroberungs-K., der das Ziel hat, fremde Länder zu erobern, fremde Völker zu versklaven […].“ Die Lehre von den zwei K., insbesondere die geschichtsphilosophisch begründete, in der Praxis aber willkürliche Entscheidung darüber, welcher K. als gerecht und welcher als ungerecht anzusehen ist, ermöglicht die Rechtfertigung des Bürger- und selbst des Angriffs-K. (→Frieden).

### Stichwort „Massenkontrolle“
„Massenkontrolle“ ist ein Begriff aus dem Parteijargon:
Massenkontrolle: Pj. Teil der sog. →Masseninitiative, u. a. gebraucht bei der →Kontrolle über die Erfüllung der →Betriebskollektivverträge sowie als Kontrolle über die Versorgung der Bevölkerung (die →Arbeiterkontrolle sowie sog. Kontrollposten der →FDJ).

### Stichwort „Menschenraub“
Unter dem Stichwort „Menschenraub“ werden Verbrechen der DDR-Führung in Westdeutschland und West-Berlin angeprangert.
Menschenraub: Der sowjetzonale →Staatssicherheitsdienst hat mit Hilfe gedungener krimineller Elemente wiederholt das Verbrechen des M. begehen lassen, um SBZ-Flüchtlinge oder Personen, die in der Bundesrepublik oder in West-Berlin aktiv gegen das Unrechtsregime in der Zone tätig waren, in die Hände zu bekommen. Die dabei angewendeten Methoden reichen bis zur Giftbeibringung und zum brutalen Überfall auf der Straße. […]

## Bewertung aus Sicht der DDR
Aus Sicht der DDR-Regierung stellte dieses Buch Propaganda dar. In der DDR war das Buch verboten.

## Auflagen
Die erste Auflage erschien 1953. Ab da wurde fast jährlich eine überarbeitete und erweiterte Auflage herausgegeben. Die zweite Auflage 1954 hatte 208 Seiten und kostete im Buchhandel 2,70 DM, was eher eine Schutzgebühr war, denn das Buch wurde vornehmlich über die Bundeszentrale für Heimatdienst und vergleichbare Institute der Bundesländer kostenlos vertrieben. Die zehnte Auflage Juni 1966, 755.–914. Tausend, wurde von Günter Fischbach betreut, hatte 608 Seiten und trug das Vorwort des Ministers Erich Mende. Insgesamt lag die Auflagenhöhe damit bei fast einer Million Büchern.

## Ausgaben
Es erschienen insgesamt elf Ausgaben von SBZ von A bis Z von denen einige hier aufgeführt sind:
- Bundesministerium für gesamtdeutsche Fragen (Hrsg.): SBZ von A bis Z. 6. Aufl. Deutscher Bundes-Verlag, Bonn 1960. 509 S.
- Bundesministerium für gesamtdeutsche Fragen (Hrsg.): SBZ von A bis Z. 7. Aufl. Deutscher Bundes-Verlag, Bonn 1962. 540 S. (die erste Ausgabe nach dem Bau der Mauer). 326.–442. Tsd.
- Bundesministerium für gesamtdeutsche Fragen (Hrsg.): SBZ von A-Z. 10. Aufl., 755.–914. Tsd. Deutscher Bundes-Verlag, Bonn 1966. 605 S.
- Bundesministerium für gesamtdeutsche Fragen (Hrsg.): A bis Z – Ein Taschen- und Nachschlagebuch über d. anderen Teil Deutschlands. 11., überarb. u. erw. Aufl., 915.–965. Tsd. Deutscher Bundes-Verlag, Bonn 1969. 832 S., DNB 454534213

Ab 1975 gab das Bundesministerium für innerdeutsche Beziehungen das DDR-Handbuch heraus, das bis 1985 in drei Auflagen publiziert wurde.